# Aeropuerto Nacional de Lárisa
El Aeropuerto de Lárisa «Tesalia» (en griego Κρατικός Αερολιμένας Λάρισας «Θεσσαλία») (IATA: LRA, OACI: LGLR) fue el aeropuerto de Lárisa hasta 1997, año en que fue cerrado. Se ha solicitado su reapertura en 2013. En este momento, el aeropuerto es utilizado por aviones militares. La mayor pista ha dejado de ser utilizada.

## Ubicación del aeropuerto
El aeropuerto está muy cerca de Lárisa (a 3 km) y es posible verlo desde la autovía.